# Кривенко, Олег Николаевич
Олег Николаевич Кривенко (25 апреля 1965) — советский и украинский футболист, защитник и полузащитник.

## Биография
Воспитанник днепропетровского футбола. В 1982—1983 годах выступал за дубль «Днепра» в первенстве дублёров высшей лиги. В 1984—1985 годах выступал за «Ворсклу» (Полтава) в чемпионате Украинской ССР среди КФК, бронзовый призёр чемпионата республики 1985 года. В ноябре 1985 года сыграл свои первые матчи в соревнованиях мастеров за «Колос» (Никополь) в первой лиге СССР. В следующем сезоне также выступал за «Колос» (апрель-июль и ноябрь), а часть сезона провёл во второй лиге в запорожском «Торпедо».
В 1987 году вернулся в «Ворсклу», ставшую участником второй лиги. За следующие пять сезонов сыграл более 150 матчей в первенствах СССР.
После распада СССР несколько лет продолжал играть за полтавский клуб в первой лиге Украины. Летом 1995 года перешёл в «Кремень» (Кременчуг), в его составе дебютировал в высшей лиге 25 июля 1995 года в матче против винницкой «Нивы». В осенней части сезона 1995/96 был основным игроком «Кремня» и сыграл 15 матчей в высшей лиге, однако зимой вернулся в Полтаву. Вместе с «Ворсклой» стал победителем первой лиги сезона 1995/96 и осенью 1996 года выступал в высшей лиге, будучи основным защитником.
В начале 1997 года был выставлен на трансфер и покинул «Ворсклу». Затем до конца карьеры играл за клуб второй лиги «Электрон» (Ромны).
Всего за карьеру сыграл за «Ворсклу» в чемпионатах СССР и Украины 311 матчей и забил 20 голов, а также провёл 17 матчей в Кубке Украины. В 2010 году был включён в список 50 лучших игроков «Ворсклы» за всю историю по версии еженедельника «Эхо», на 37-м месте. В высшей лиге Украины за «Кремень» и «Ворсклу» сыграл 28 матчей.
После окончания игровой карьеры работал преподавателем физкультуры в Полтавском национальном педагогическом университете им. В. Г. Короленко. Среди его воспитанников — вратарь «Ворсклы» Алексей Казаков.

## Достижения
- Победитель первой лиги Украины: 1995/96